# PersonalAntispam
Intego PersonalAntispam est un antispam pour Mac OS X. 
C'est un logiciel de lutte contre la réception de messages électroniques indésirables vendant des produits et des services, ou suggérant la visite de certains sites web, souvent pornographiques, et proposant des arnaques en tous genres. Certains internautes reçoivent tellement de spam qu'ils passent plus de temps à trier leur boîtes de réception qu'à lire les messages légitimes.

## Description
Intego Personal Antispam analyse le courrier reçu, et détermine quels messages sont du spam et quels messages sont valides, grâce à plusieurs méthodes de vérification : liste blanche des adresses, contenu et présentation des messages, liens URL dans les messages, et plus encore.
Les principales fonctionnalités de ce logiciel sont :
- Filtrage du courrier électronique et triage du spam
- Filtrage du spam par analyse bayésienne
- Filtrage du spam par adresse, contenu de message, présentation et plus
- Filtrage du spam avec la liste blanche de vos contacts
- Filtrage du spam avec la liste noire des adresses connues de spammeurs
- Filtrage des pièces jointes à la recherche de noms de fichiers communs
- Apprentissage via le spam reçu
- Pas de ralentissement du programme de messagerie